# Vireo pallens
Vireo pallens é uma espécie de ave da família Vireonidae. Pode ser encontrada em Belize, Costa Rica, El Salvador, Guatemala, Honduras, México e Nicarágua. Seus habitats naturais são: florestas secas tropicais ou subtropicais , florestas de mangue tropicais ou subtropicais e matagais secos tropicais ou subtropicais 

## Descrição
É uma espécie de ave de coloração monótona verde-oliva ou cinza-oliva. Possui o loro amarelo e duas barras brancas nas asas. Os sexos são semelhantes. Mede aproximadamente 10 cm de comprimento. Existem duas populações disjuntas deste pássaro: uma no Caribe e outra no Pacífico. A população do Caribe tem fases de cor amarela e cinza, enquanto a população do Pacífico não tem mudança de cor.

## Subspécies
Existem 10 subespécies conhecidas:
- V. p. angulensis (Parkes, 1990): Ilhas da Baía de Honduras.
- V. p. browningi (A. R. Phillips, 1991): sudeste da Nicarágua.
- V. p. nicoyensis (Parkes, 1990): Península e Golfo de Nicoya, Costa Rica.
- V. p. ochraceus (Salvin, 1863): Manguezais do Pacífico de Oaxaca até El Salvador (às vezes agrupado com V. p. paluster).
- V. p. olsoni (A. R. Phillips, 1991): Partes de Belize.
- V. p. pallens (Salvin, 1863): Honduras e Nicarágua.
- V. p. paluster (R. T. Moore, 1938): Manguezais do Pacífico de Sonora a Nayarit (às vezes agrupado com  V. p. ochraceus).
- V. p. salvini (Van Rossem, 1934): Península de Yucatán, México; e ilhas adjacentes.
- V. p. semiflavus (Salvin, 1863): sul de Campeche, sul de Quintana Roo, Belize, Guatemala, e Honduras.
- V. p. wetmorei (A. R. Phillips, 1991): leste da Guatemala.